# 将軍山城
将軍山城（しょうぐんやまじょう）は、京都府京都市左京区北白川清沢口町（山城国愛宕郡）の瓜生山（標高301メートル）にあった戦国時代の日本の城（山城）。別名北白川城（きたしらかわじょう）、瓜生山城（うりょうさんじょう）、勝軍地蔵山城（しょうぐんじぞうやまじょう）とも呼ばれている。

## 概要
将軍山城は瓜生山の山頂を本丸とし、近江より上洛する際の前線基地としての役割をもっていた。『ニ水記』（永正17年（1520年）5月30日条）によると、細川高国が初めてこの城に陣を構え、その際戦勝を記念して将軍地蔵を勧請したのが城名の由来となった。将軍地蔵は宝暦12年（1762年）に現在の日本バプテスト病院の西側（左京区北白川瓜生山町）に移転されて、信仰の対象とされている。

## 沿革

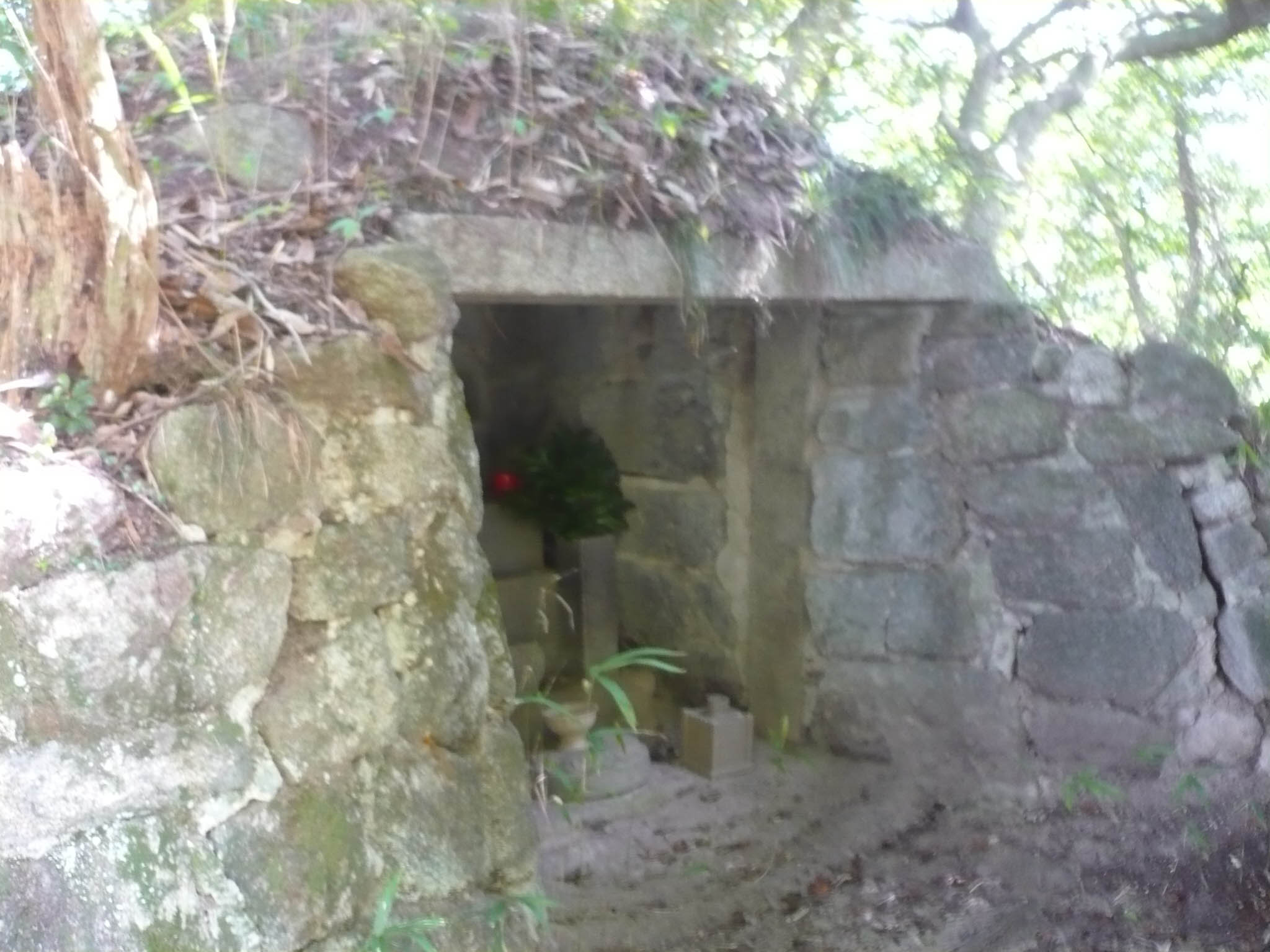
本丸にある将軍地蔵の石室

この城の初見は永正17年（1520年）である。越水城の合戦で敗れた室町幕府管領細川高国は京都を離れ近江園城寺に逃亡していたが、近江守護六角定頼、丹波守護代内藤貞正の援軍を得て、同年5月2日、初めてここに陣を構えた。
桂川原の戦いで高国が再び近江へ逃亡すると、将軍山城は六角定頼の援助のもと被官内藤彦七が城主となっていたが、大物崩れで享禄4年6月6日（1531年7月19日）に高国が自害すると、隣にある東山新城と共に細川晴元軍に奪取された。
天文15年（1546年）冬になると第12代将軍足利義晴と細川晴元が対立するようになり、義晴自身がこの城を大幅改修した。城に米や普請人夫を徴発したり、太さ五、六寸の竹を命じたことが、様々な史料から確認できる。「当城はその修築の際に要した労働力や資材の調達を文献で裏づけることができる稀有の中世城郭である。幕府は当城の修築のため、洛中・洛外の寺社や権門を通じて京都近辺の人夫をほとんど総動員の形で徴発したものと思われる」とし、戦国時代の修築方法を古文献で知ることが出来る珍しい城であると解説されている。
修築をした将軍山城であったが、翌天文16年3月30日（1547年4月20日）、義晴は征夷大将軍を息子の足利義輝に譲り自らは大御所となり、晴元を討つために洛中の細川氏綱・近衛稙家らと結んで父子共々ここに籠城するものの、晴元の家臣三好長慶軍が同年7月12日、相国寺に2万の軍勢で陣をはり周辺地域を焼き討ちした。同月19日、足利軍は将軍山城を自焼させ、義晴・義輝父子は近江坂本へ脱出した。
この時の状況は舎利寺の戦いも参照。
その後幕府は軍勢の拠点を中尾城、霊山城へ移した為、将軍山城は部分的にしか使用されなかった。

## 将軍地蔵山の戦い
この時の状況は久米田の戦いも参照。
和泉守護代の松浦氏が幼少であった為、後見として岸和田城に入っていた「鬼十河」と恐れられていた十河一存が永禄4年（1561年）3月18日に死去した。
これに乗じて畠山高政軍は岸和田城を取り囲み、またこれに呼応して、六角義賢も家臣永原重澄に命じ同年7月28日に将軍山城に立て篭もり、義賢自身は神楽岡付近に陣をはり上洛を伺った。この時六角軍は総軍で2万兵であった。
これに対して三好長慶軍は、息子の芥川山城主三好義興ら7千兵で梅津城・郡城へ、信貴山城城主松永久秀7千兵を京西院小泉城へ入城させ、将軍山城と対陣した。
同年7月から11月までは小規模な交戦であったが、11月24日、三好軍は白川口に、松永軍は将軍山城にそれぞれ来襲し挟撃した。三好軍は白川口を突破し、細川軍が陣取っている馬淵に押し寄せての戦闘となった。この時三好軍の将であった三郷修理亮が馬ごと刺され転倒し、そこに堀伊豆守なる人物が襲いかかり首を討ち取った。細川軍の損害も大きく薬師寺氏や柳本氏などが戦死した。
一方、松永軍は永原重澄を討ち取り将軍山城を突破し、いよいよ六角義賢が陣取る神楽岡へ1万兵をもって突撃した。六角軍は三雲三郎に命じて、弓隊300兵をもって、高所より一斉射撃を加えた。松永軍は射撃を受け、多数の死傷者を出し敗走した。
義賢は直ちに追撃戦を展開しようとしたが、蒲生賢秀が大軍を持って追撃することの不可を説き、追撃戦を中止させた。翌永禄5年（1562年）正月に六角軍は三好軍に攻撃し何名かの兵を討ちとった。同年3月5日、久米田の戦いで三好実休が討ち取られるという報が伝わると、三好・松永軍は勝竜寺城まで引き揚げ、13代将軍足利義輝には岩成友通を警護につけ石清水八幡宮へ移した。六角軍は上洛し、「敵方江内通之輩」（『鳩拙抄』）とし、三好長慶軍をかくまう者、宿を提供した者は罪科とし京の人々を威圧した。
その後の状況については教興寺の戦いを参照。
永禄12年（1569年）1月6日、三好長慶没後の戦乱の結果、京都を追われていた三好三人衆（三好長逸・三好宗渭・石成友通）らは、織田信長が擁する15代将軍の足利義昭を京の六条本圀寺に襲撃したが（本圀寺の変）、この二日前の同月4日に三人衆は東福寺近辺に陣を置くと、翌5日に洛東や洛中周辺諸所に放火して将軍の退路を断ち、準備を整えた上で6日に将軍らの籠る本圀寺を攻めた。この5日に将軍山城も放火されているため、この時点では有事の際の将軍の詰の城、織田方の詰の城などの役割を果たしていたと推測される。
最後は、元亀元年（1570年）9月から12月まで行われた志賀の陣に際し、明智光秀がこの城に入って数カ月延暦寺を牽制したが、織田信長の京都支配が確立するとその軍事的意義を失い、廃城になったと見られている。

## 城郭

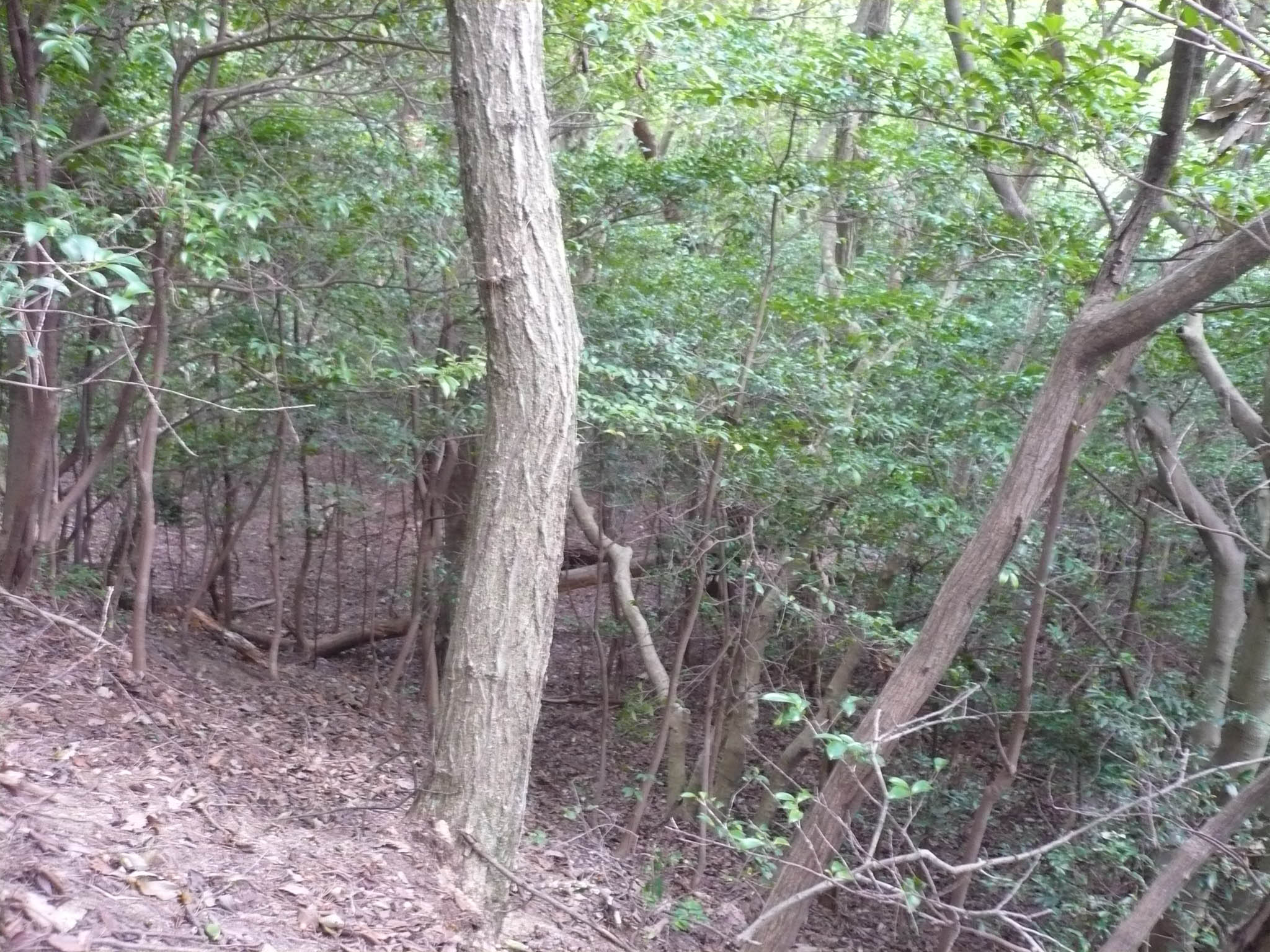
山頂下の曲輪跡

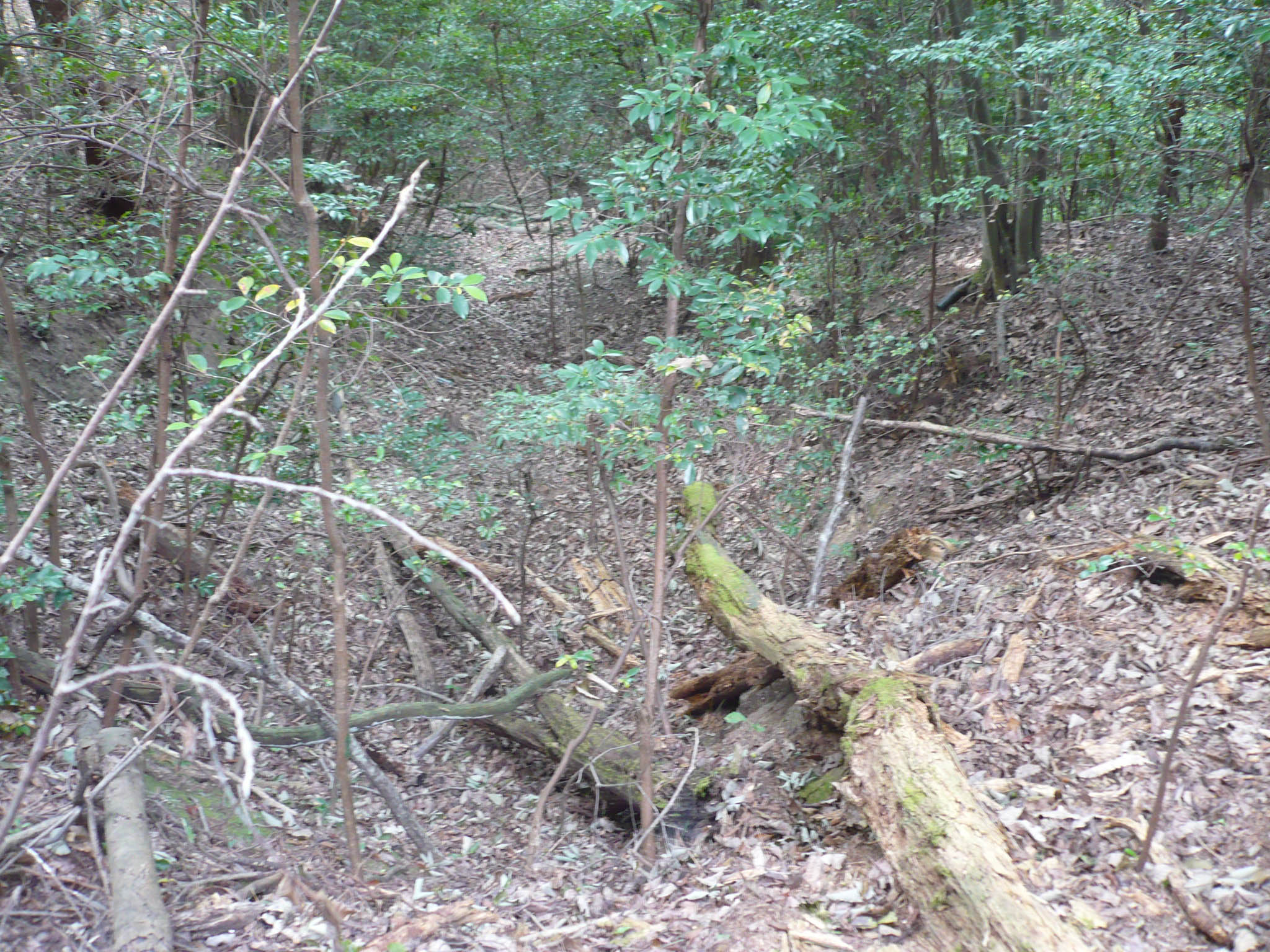
山頂下の長枡形虎口

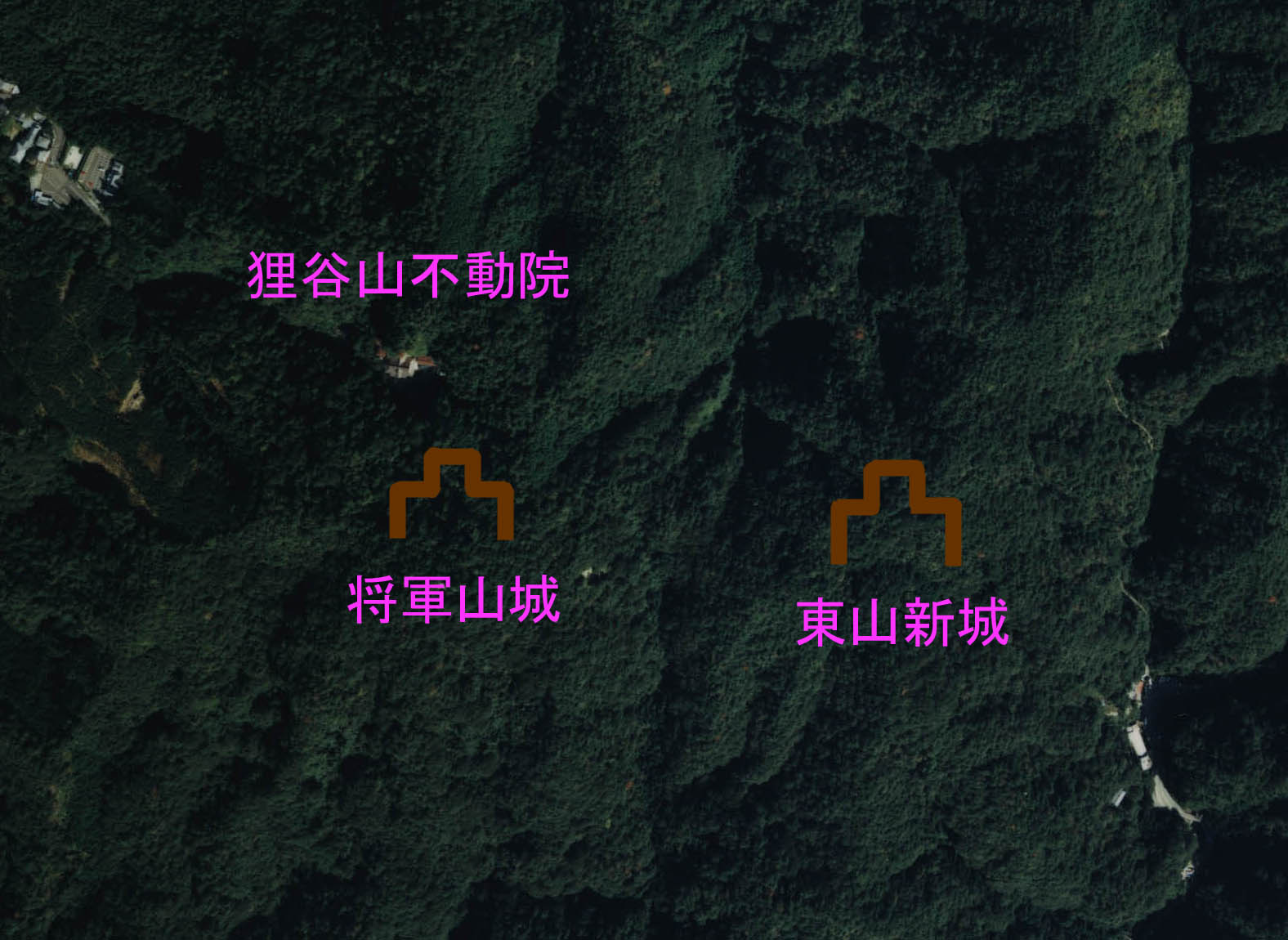
将軍山城と東山新城周辺地域の空中写真/

この城は、西隣にある東山新城の城郭部分と将軍山城の城郭部分がどの範囲なのか、議論になっている。また幾度も焼失と修築を繰り返しており、当初の東山新城の城郭部分が修築後には将軍山城に組み込まれ一体化したり、東山新城の曲輪の一部では修築の痕跡がなく放置され複雑にしている。遺構の年代別新旧の判断基準は土塁や空堀の構造をあげ、「単なる遮断・防御用」、「防御の土塁・攻撃の土塁」、「攻撃ポイントが確定している」等の視点で一定の評価ができるとしている。これらに基づき､山頂部分の曲輪群について「東側の長大な空堀を設けている。この空堀と主郭との間には数段の削平地があるが、防御的色彩に欠け、居住的な空間と考えられる。また主郭の南方尾根にも数段の削平地が認められるが、土塁も認められず、削平の配置にも規則性に欠け、切岸も甘い。これらのことより、この瓜生山山頂部は時代がやや古いものと考えられ、天文十五～六年の義晴・義輝の普請であろう」としている。
しかし『図説近畿中世城郭事典』では、『図説中世城郭事典』の見方と別の見方をしている。山頂部分の曲輪群について「東側に長大な箱状横堀・坪堀を設け、さらに二本の横堀・馬出機能を果たす小曲輪・土橋・二ヶ所の長枡形虎口と連係した一連の複合防御パーツの配置から、むしろ「強固な防御装置群を構築している」と評価する」とし複雑な曲輪をしており、結論として「連係した防御パーツ群を評価すると、元亀元年の織豊系普請であると判断する」とし、山頂部の居住空間は義晴・義輝時代のままとしながらも、周辺の曲輪群については明智光秀時代に修築された可能性を示唆している。
また瓜生山の南方600メートル、標高212メートルの地点を中心に曲輪群が4つある。このうち3つの曲輪群は東山新城と呼ばれ、若狭国の武田氏が築いたとしているが、1531年（享禄4年）以降の記録には表れてこない。この3つの曲輪群は「瓜生山以前の享禄の城とは考えられない。現存遺構は享禄の東山新城をある時期に大幅改修したものか、東山新城を別のところに求めるかであろう」としている。しかし、この3つの曲輪群の中にも「土橋と大竪堀」による複合パーツ、枡形パーツなどの分析から、織豊系普請の遺構が確認できるとし、東山新城と呼ばれているかなりの部分が明智光秀時代に改修されたとしている。但し部分的な曲輪には足利義輝、六角義賢の改修遺構も存在している。
「現存遺構には時期差が認められ、天文～元亀に登場する北白川城、将軍山城は一定の場所ではなく、京北郊の北白川山地に随時築かれたものだったのであろう」と結論付けられている。

## 城跡へのアクセス
- 電車でのアクセス
  - 叡山電鉄叡山本線一乗寺駅→狸谷山不動院
- 車でのアクセス
  - 阪神高速道路京都線鴨川東出入口→国道24号→京都府道32号→京都府道30号→狸谷山不動院
  - 周辺に駐車場無し（狸谷山不動院に礼拝者用の駐車場あり）
- 徒歩でのアクセス
  - 狸谷山不動院→徒歩約15分→瓜生山山頂